# Shadowmaker
Shadowmaker čertnaesti je studijski album njemačkog heavy metal-sastava Running Wild objavljen 20. travnja 2012. Prvi je album sastava do albuma Rogues en Vogue objavljen 2005. i prvi od raspada 2009. i ponovnog okupljanja 2011.

## Popis pjesama
Tekstovi i glazba: Rock 'n' Rolf. 
| 1.    | »Piece of the Action« | 4:25 |
| 2.    | »Riding on the Tide«  | 4:18 |
| 3.    | »I Am Who I Am«       | 4:51 |
| 4.    | »Black Shadow«        | 5:13 |
| 5.    | »Locomotive«          | 4:35 |
| 6.    | »Me & the Boys«       | 5:00 |
| 7.    | »Shadowmaker«         | 4:25 |
| 8.    | »Sailing Fire«        | 4:14 |
| 9.    | »Into the Black«      | 4:57 |
| 10.   | »Dracula«             | 7:29 |
| 49:27 |                       |      |

## Zasluge
Running Wild
- Rock 'n' Rolf – vokal, gitara, produkcija
- PJ – solo-gitara, prateći vokal, inženjer zvuka

Ostalo osoblje
- Niki Nowy – inženjer zvuka, mastering
- Katharina Nowy – dodatna produkcija
- Jens Reinhold – naslovnica, grafički dizajn
- Markus "Max" Chemnitz – fotografije